# Nobis

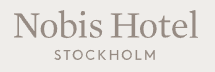

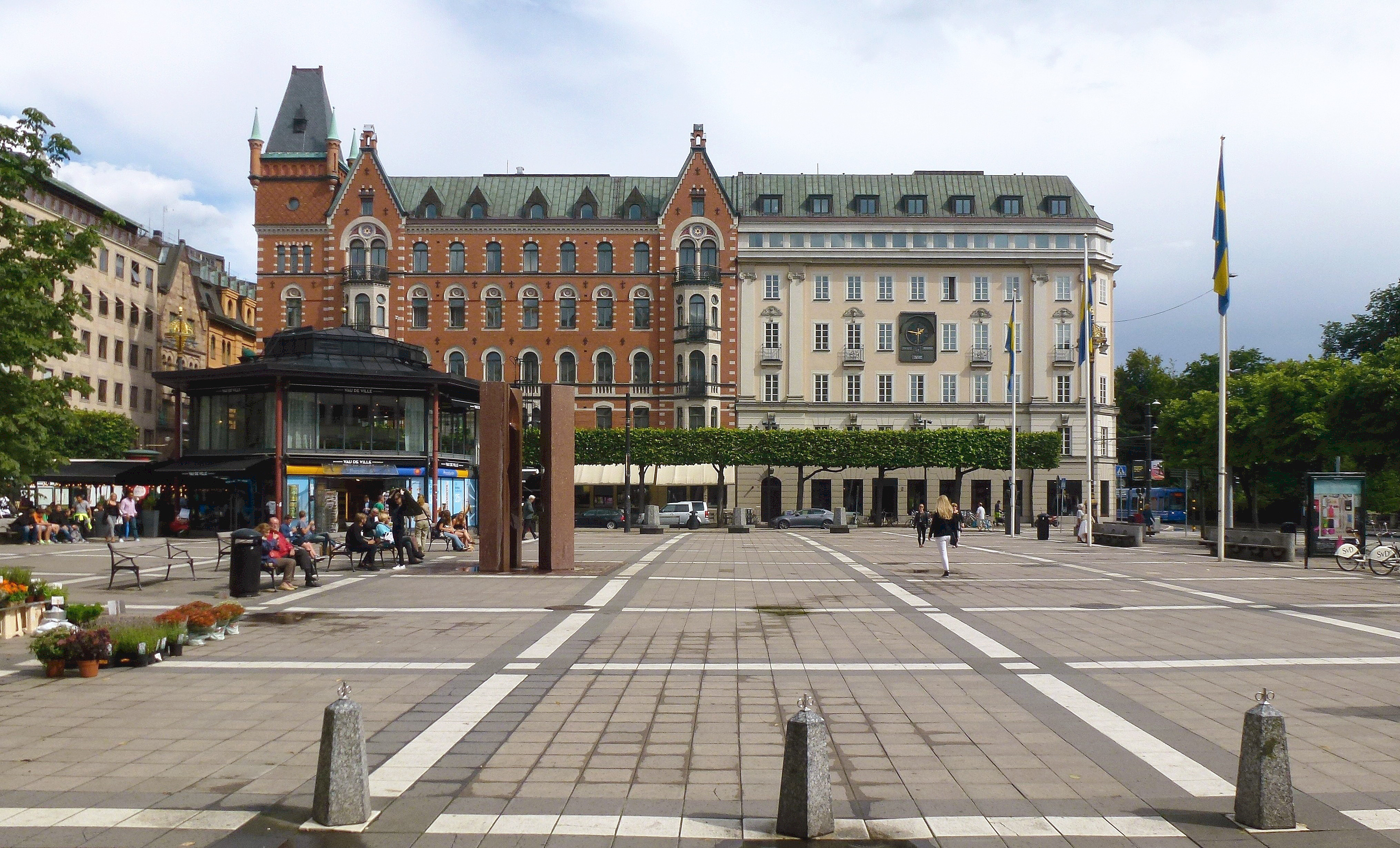
Nobis Hotel vid Norrmalmstorg, 2012.

Nobis AB är en hotell- och restaurangkoncern som grundades 1987 av krögaren Alessandro Catenacci. Koncernen driver Operakällaren, Café Opera, Nobis Hotel, Stallmästaregården, Hotel J, Restaurant J, Tornvillan, Fabrikörsvillan, Factory Nacka Strand, Miss Clara och Blique by Nobis. 
Alessandro Catenacci grundade och drev den italienska krogen Caina på Södermalm i Stockholm år 1980, och expanderade verksamheten med fler krogar. År 1987 grundade han Nobis när han köpte han Tore Wretmans krogimperium som bland annat omfattade Operakällaren, Café Opera, Nobis Hotel, Stallmästaregården och Riche. Riche såldes senare.
Nobis öppnade Hotel Skeppsholmen i Stockholm 26 oktober 2009. Hotellet är beläget i Långa raden på Skeppsholmen, där det tidigare fanns mässlokaler, bland andra Sjöofficersmässen som drevs av Sjöofficerssällskapet i Stockholm, och tjänstebostäder för marinens personal.
År 2010 öppnades även Nobis Hotel på Norrmalmstorg. Nobis äger 50 % av italienska modeföretaget Alberto Biani SPA. 
I september 2017 blev Nobis internationellt med Nobis Hotel Köpenhamn. 
Företaget ägs till största del av Alessandro Catenacci. Lennart Johansson var tidigare styrelseordförande.